# 茹基夫 (伊凡諾-法蘭科夫斯克州)
茹基夫（羅馬化：Zhukiv）是烏克蘭西部伊萬諾-弗蘭科夫斯克州伊萬諾-弗蘭科夫斯克區奧別爾京市鎮的村莊。該村面積30平方公里，2001年人口1,567，人口密度每平方公里52.2人。
48°41′46″N 25°6′15″E / 48.69611°N 25.10417°E